# Luciano Ricci
Luciano Ricci (* 16. November 1928 in Santa Vittoria in Matenano; † 22. Juni 1973 in Samoa) war ein italienischer Filmregisseur und Drehbuchautor.

## Leben
Ricci begann seine Laufbahn beim Film als Regieassistent und Leiter des zweiten Drehstabes für den Dokumentaristen Renato Cenni und für Gian Paolo Callegari. Zwischen 1960 und 1964 inszenierte er selbst vier beachtenswerte Arbeiten, darunter die Bibelverfilmung Giuseppe venduto dai fratelli oder den Horrorfilm Il castello dei morti vivi, der den damals führenden englischen Schauerstücken erstaunlich nahekam. Sein persönlichstes Werk bleibt der 1962 entstandene Senza sole né luna, der seine Handlung während des Baus des Mont-Blanc-Tunnels ansiedelt. Dann wandte sich Ricci Aufgaben beim Fernsehen zu. Der gelegentlich auch als Drehbuchautor arbeitende und manchmal als Herbert Wise zeichnende Regisseur starb bei einem Unfall auf Samoa, 44-jährig.

## Filmografie
Regie
- 1960: Giuseppe venduto dai fratelli
- 1962: Senza sole né luna (& Drehbuch)
- 1962: Einer gegen Rom (Solo contro Roma)
- 1964: Il castello dei morti vivi
- 1970: L'errore delm farmacista (Fernsehfilm)